# Недоумкуватий (Доктор Хаус)
«Недоумкуватий» (англ. Half-Wit)  — п'ятнадцята серія третього сезону американського телесеріалу «Доктор Хаус». Прем'єра епізоду проходила на каналі FOX 6 березня 2007. Доктор Хаус і його команда мають врятувати обдарованого чоловіка з низьким IQ.

## Сюжет
Під час благодійного концерту піаніст Патрік відчуває сильний біль в руці, який призводить до вивертання пальців на 220 градусів. Хаус ознайомлює команду зі справою і каже їм, що у 10 років Патрік потрапив в аварію. Після неї він набув незвичайних здібностей гри на піаніно і нервові ушкодження. Хаус наказує зробити розгорнутий аналіз крові та перевірити роботу надниркової та щитоподібної залози. Проте аналіз і тести нічого не показують. Хаус завозить до палати Патріка фортепіано і переконується, що чоловік дійсно талановитий. Також він дає розпорядження зробити томографію, щоб "побачити музику". Під час томограми Хаус попросив пацієнта руками зіграти на уявному піаніно. Через декілька секунд Форман і Хаус помітив, що у нього незвичайно пришвидшилось серце биття. Хаус вважає, що у Патріка проблема з серцем і наказує зробити ехокардіограму.
Тим часом команда починає підозрювати Хауса у тому, що він збирається звільнитися і почати працювати у іншій лікарні. Після розмови з головним лікарем Масачусицької клініки Кадді з'ясовує, що у Хауса злоякісна пухлина мозку. Під час процедури у Патріка трапляється тахікардія. Хаус думає, що це могла визвати внутрішня кровотеча. Хірург виявляє її за ниркою, але не може пояснити причину. Також коли Патріка зашивали після операції, у нього стався обширний апоплексичний удар. Хаус думає, що погіршення призвело приймання проти судомних препаратів, тому він наказує скасувати їх, а коли станеться судома зробити ПЕТ. Знімок показав, що ліва півкуля функціонує гірше за праву півкулю мозку. Через те що команда прагне вивчити рак Хауса, він сам проводить ангіограму. Процедура показала, що у білій речовині правої півкулі є невеличкі крововиливи. Патріку потрібно зробити біопсію, але не відомо де саме її робити. Форман пропонує використати внутрішню енцефалограму для виявлення структурних аномалій. Проте енцефалограма показала, що вся права півкуля мертва.
Хаус не вірить в це. Він дає Патріку пограти на міні-фортопіано і доводить, що права півкуля не мертва, так як чоловік все ще може грати. Залишився останній варіант — автоімунна хвороба. Форман починає лікування від такаясі та саркоїдозу. Напади припиняються, але Патріку все життя доведеться пити спеціальні препарати і проходити на процедури. Тому Хаус розповідає батьку Патріка дві версії: його сина виписують, але йому доведеться все життя боротися з судомами, або йому видаляють праву півкулю мозку і він почне нормально жити (після аварії чоловік втратив здатність до навчання і його рівень IQ залишися на 55), але втратить навички гри на фортепіано. Батько вибирає нормальне життя. Патріку роблять операцію і він починає набиратися життєвого досвіду.
Команда з'ясовує, що Хаус не хворий на рак. Він вдавав з себе хворого, щоб отримати дозу наркотиків у мозок.